# Ulica Krakowska w Tarnowskich Górach
Ulica Krakowska (do 1925 i 1939-1945 Krakauerstraße) – reprezentacyjna ulica miasta Tarnowskie Góry wychodząca z Rynku i kończąca się na ulicy Bytomskiej. Droga gminna klasy D o numerze 270 102 S.
Z ulicą Krakowską łączą się ulice: Józefa Lompy, Tylna i Staropocztowa; istnieją także piesze łączniki z ulicą Piastowską oraz Tylną. Jest ona właściwym centrum miasta. Przy ulicy znajdują się sklepy spożywcze, banki, drogerie i inne sklepy branżowe.
Ulicą Krakowską wiódł dawny szlak handlowy z Krakowa do Opola. W kamienicach mieszkali bogaci gwarkowie i inni mieszczanie. Kamienice posiadają efektowne detale architektoniczne, np. w niszach kamienicy pod numerem 10 umieszczone są figury Dionizosa i Menady, a pod numerem 11 bogini Fortuny.
Przy skrzyżowaniu z ul. Tylną w 2013 postawiono rzeźbę gwarka.

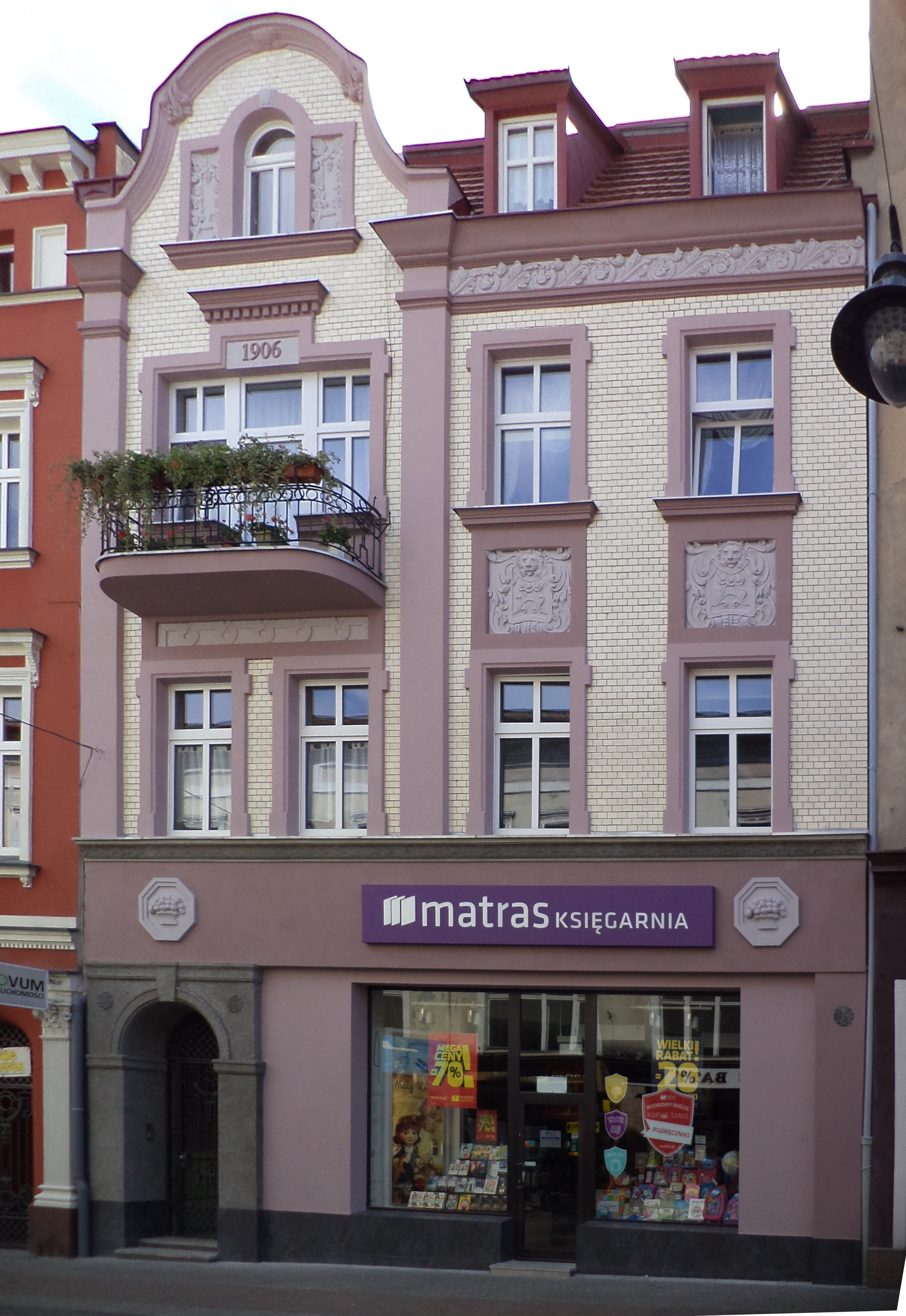
Kamienica z 1906 przy ul. Krakowskiej 9

## Historia
4 sierpnia 2015, 13 lipca 2016 i 30 lipca 2017 ulicą Krakowską przebiegała trasa wyścigu kolarskiego Tour de Pologne.

## Obiekty zabytkowe
22 kamienice przy ulicy Krakowskiej zostały oficjalnie uznane za zabytkowe. Dwie zostały wpisane do Rejestru Zabytków, zaś pozostałe do Gminnej Ewidencji Zabytków:
- ul. Krakowska 12 – kamienica wzniesiona w 1868 roku według projektu Mrowitza w stylu historyzmu[8],
- ul. Krakowska 16 – kamienica wzniesiona w 1906 roku według projektu H. Pisczka w stylu secesyjnym z oficynami bezstylowymi[8],
- ul. Krakowska 1 – kamienica z 1890[9],
- ul. Krakowska 3 – kamienica z ok. 1885[9],
- ul. Krakowska 4 – kamienica z XIX wieku[9],
- ul. Krakowska 5 – budynek mieszkalny z I połowy XIX wieku[9],
- ul. Krakowska 6 – budynek mieszkalny z 1871[9],
- ul. Krakowska 7 – kamienica z 1883–1884[9],
- ul. Krakowska 8 – budynek mieszkalny z I połowy XIX wieku[9],
- ul. Krakowska 9 – kamienica z 1906[9],
- ul. Krakowska 10 – kamienica z ok. 1870[9],
- ul. Krakowska 10a – kamienica z ok. 1870[9],
- ul. Krakowska 11 – kamienica z ok. 1880[9],
- ul. Krakowska 13 – kamienica z 1887–1888[9],
- ul. Krakowska 14 – kamienica z ok. 1890[9],
- ul. Krakowska 15 – kamienica z 1880–1889[9],
- ul. Krakowska 17 – kamienica z 1888[9],
- ul. Krakowska 18 – kamienica z ok. 1895[9],
- ul. Krakowska 21 – kamienica z 1892[9],
- ul. Krakowska 23 – kamienica z 1896[9],
- ul. Krakowska 25 – kamienica z 1889[9],
- ul. Krakowska 27 – kamienica z 1878[9].

## Mieszkalnictwo
Według danych Urzędu Stanu Cywilnego na dzień 31 grudnia 2022 roku przy ulicy Krakowskiej zameldowane na pobyt stały były 234 osoby.

## Oświetlenie
W grudniu 2014 nad ulicą Krakowską zawisło 13 LED-owych lamp swoją stylistyką nawiązujących do oświetlenia widocznego na starych pocztówkach z czasów dwudziestolecia międzywojennego. Są one elementem koncepcji tzw. Srebrnej Drogi opracowanej przez firmę Tauron Polska Energia. Koncepcja ta obejmuje projekt oświetlenia ulic biegnących od dworca autobusowego i kolejowego aż do placu Gwarków i stojącego przy nim kościoła pw. Świętych Apostołów Piotra i Pawła.